# Aargauische Kantonalbank
Aargauische Kantonalbank (AKB) — банк швейцарского кантона Аргау, входит в систему кантональных банков. Банк был основан в 1913 году.
По объёму активов (38,15 млрд шв. франков) AKB в 2022 году занимал 17-е место среди банков Швейцарии и 7-е место среди кантональных банков страны.
Банк полностью принадлежит правительству кантона Аргау.

## История
Банк был основан в 1913 году.
В октябре 2015 года банк заплатил 2 млн долларов Министерству юстиции США за прекращение расследования в отношении открытия счетов для сокрытия доходов граждан США от налогообложения. В период с 2009 по 2014 год в банке было открыто 454 счетов граждан США на общую сумму $640 млн.

## Деятельность
Основной специализацией банка являются ипотечные кредиты, на них в 2021 году пришлось 22,7 млрд шв. франков из 34,3 млрд активов. Основной источник банковского капитала — депозитные вклады (22,7 млрд шв. франков). Банк обслуживает 230 тыс. клиентов через сеть из 31 отделения в кантоне Аргау и прилегающих частях кантона Золотурн. Правительство кантона Аргау является гарантом вкладов в банк.